# Adam Oehlenschläger
Adam Gottlob Oehlenschläger (14. november 1779 i København – 20. januar 1850) var en dansk guldalderdigter og dramatiker.
Originalmanuskripterne til hans skuespil findes bevaret på Det Kongelige Bibliotek.
Adam Oehlenschläger var søn af slotsforvalter på Frederiksberg Slot og førsteorganist ved Frederiksberg Kirke Joachim Conrad Oehlenschläger (1748-1827) og hustru Martha Maria født Hansen (1745-1800).
Han regnes for Danmarks første store romantiske forfatter. Hans mest berømte værker er Danmarks folkelige nationalsang Der er et yndigt land og digtet Guldhornene. Sidstnævnte stammer fra digtsamlingen Digte (oprindelig udgivet ved juletid 1802, men på førsteudgaven står 1803 - et hyppigt brugt kneb til at holde litteraturen yngre end den i virkeligheden var), der regnes for at være det værk, der varsler romantikkens indmarch i Danmark. Men før den kunne skrives, skulle den unge Oehlenschläger introduceres til romantikken. Det skete ved Heinrich Steffens' velbesøgte forelæsninger på Elers Kollegium i 1802.
Oehlenschläger forsøgte sig i årene 1797-1799 som skuespiller, men uden held. Han fortsatte sin skolelæsning, og fik i 1800 adgangseksamen til Københavns Universitet, hvor han begyndte på jurastudiet.
Det var i de første år Oehlenschläger skabte sit navn med Digte 1803, Poetiske Skrifter I-II og Nordiske Digte.
I maj 1810 blev han gift i Gentofte og boede efter brylluppet på Christiansholm ved Sølyst i sommerboligen udlånt af Grev Schimmelmann.
I efteråret samme år blev han udnævnt til professor i æstetik ved Københavns Universitet efter svogeren Rahbek.
Oehlenschläger fik da en årsindkomst på 1.200 rigsdaler.
Om ansættelsen skrev Kristian Arentzen i 1879:
| „ | Ansættelsen som Professor i Æsthetik var verdslig taget en Slags Lykke for vor Digter, men ideelt set alt Andet. Den filosofiske Evne og den Kundskabsfylde, en Mand i en saadan Stilling burde være i Besiddelse af, fattedes Oehlenschlåger, hvis umiddelbare poetiske Natur kun lidet egnede sig til theoretisk Indsigt, kritisk Analyse og omfattende Lærdom. | “ |

Oehlenschläger skrev indtil sin død kort efter sin 70 års fødselsdag i 1850.
Han er begravet på Frederiksberg ældre kirkegård.

## Værker
I Oehlenschlägers forfatterskab er der to hovedværker: Aladdin, som er en del af dobbeltbindet Poetiske Skrifter I-II, og Digte 1803.
Det bedst kendte digt fra sidstnævnte er Guldhornene. Dette digt om guldhornenes fund og tyveri er skrevet i et versemål, der efterligner de gamle skjaldevers, man kendte fra Island.
Om tilblivelsen af dette digt findes også en af de bedst kendte anekdoter i den danske litteraturhistorie: Oehlenschläger og Henrich Steffens gik sig en tur en sommerdag. Det endte med at blive en 16 timer lang samtale, som inspirerede Oehlenschläger til at skrive Guldhornene. Da han viste Steffens digtet, udbrød han: "Ei, min Bedste! [...] De er jo virkelig en Digter!" (citeret fra A. Oehlenschläger: Erindringer). Digtet viser tydeligt den længsel efter tidligere tider, som hele digtsamlingen bærer præg af.
Inspirationen fra Steffens ses også i Aladdin. Historien om den unge gadedreng, der ender som sultan, er en arketypisk romantisk historie. Emnet er fra 1001-nats eventyr, de arabiske folkeeventyr, og viser på samme måde som Digte 1803 Oehlenschlägers forkærlighed for folkeviser, en søgen tilbage til folkesjælen. I sit stykke bruger Oehlenschläger Aladdin til at illustrere Steffens' genitanke. Geniet er en person, der er født til storhed, han er med Steffens' ord "det eviges åbenbaring i det endelige". Han er en person, der rækker ud over sin tid, og geniets udtrykte billede er Aladdin. I hele stykket dumper lykken ned i hans turban, uden at han skal gøre noget særligt for det. Hans modstander Noureddin, troldmanden, som har studeret og arbejdet sig til sin position, kan ikke opnå Aladdins gaver. Han forsøger at stjæle dem, men kæmper forgæves.
En anden væsentlig inspirationskilde til "Aladdin" kommer fra fysikeren Hans Christian Ørsted, der var Adam Oehlenschlägers ven siden ungdommen. Dette kommer blandt andet til udtryk i forholdet mellem Aladdin som "naturens muntre søn" (det romantiske geni) på den ene side og "den kølige naturgransker" Noureddin på den anden side. De to repræsenterer hver sin erkendelsestilgang: Aladdins er 'intuition' og Noureddins er 'fornuft'. Disse to tilgange er ikke, som man umiddelbart vil tro, modsætninger, men derimod som forsiden og bagsiden af medaljen – begge erkendelsestilgange er fuldgyldige veje til sandhed. Men først når de to tilgange forenes gennem 'erfaring' når den søgende frem til erkendelse af sandheden. Dette kommer til udtryk ved at Aladdin først genvinder kontrollen, kærligheden og riget efter at han til slut har lært at tøjle sin ungdoms skødesløse omgang med naturånder. Motivet introducerede Ørsted for Oehlenschläger i 1804 – og siden for andre af gulalderens kunstnere. Ørsted var netop vendt hjem fra en rejse til Jena og Weimar hvor han ikke mindst var i dialog med naturfilosoffen [Friedrich Schelling], der også er ophavsmanden til den romantiske 'genitanke'. Dette møde inspirerede Ørsted til en filosofi, der samtænkte empirisk videnskabspraksis (måle og veje) med naturfilosoffernes deduktive metode (at tænke sig til viden). Det samme motiv genfindes i H. C. Andersens eventyr "Klokken", hvor den fattige dreng og kongesønnen går hver sin vej gennem skoven for til sidst i omfavnelse at nå målet – sandheden. Motivet ses eksplicit udfoldet og omdiskuteret i brevvekslinger mellem Oehlenschläger og Ørsted, der pågår i de efterfølgende år 
Blandt Oehlenschlägers øvrige værker kan nævnes en række kærlighedstragedier: Hakon Jarl hin Rige (1807), Axel og Valborg (1810), Hugo von Rheinberg (1813) og Hagbarth og Signe (1815). I disse bearbejder Oehlenschläger sagnmateriale i sin beskrivelse af den sande kærlighed, der på forskellig vis er under beskydning. De kvindelige heltinder er trofaste over for deres elskede, men kommer ofte i klemme i forhold til virkeligheden.
Oehlenschlägers selvbiografi udkom første gang i 1830-1831 under titlen Oehlenschlägers Levnet, fortalt af ham selv. Men digteren havde i denne førsteudgave stærkt beskåret eller fortiet mange passager. Efter digterens død sørgede hans søn for at der i 1850-1851 udkom en væsentligt forøget udgave i fire bind under titlen Erindringer. Dette er et af Den danske Guldalders bedste prosaværker, og giver et enestående billede af Romantikkens tidlige gennembrud og den talrige vennekreds omkring digteren. Man skal dog tage højde for at der hist og her er aftryk af forfatterens synspunkter i nogle af personskildringerne, bl.a. i skildringen af den ældre Heinrich Steffens og Jens Baggesen efter bruddet med disse. Men som et selvoplevet historisk tidsbillede af Den danske Guldalder er værket en fortrinlig indføring.
I de senere år fik Oehlenschlägers værker ofte blandet modtagelse i pressen. Kun få fik overvejende positive anmeldelser, resten, for det meste sørgespil, fik dæmpet kritik. Stadig var agtelsen for Oehlenschläger i dansk åndsliv stor, og først efter hans død tog samtiden en kursændring i forholdet til ham, anført af blandt andre Johan Ludvig Heiberg der længe havde talt for en fornyelse af litteraturen.
Oehlenschläger har også skrevet den danske nationalsang: Der er et yndigt land.
Oehlenschläger stod selv for udgivelsen af indtil flere udgaver af sine samlede værker i sin levetid. Men han rettede stadig i sine digte, og især ungdomsdigtene, så de i disse udgaver mister noget af sin ungdommelige friskhed. Men efter Oehlenschlägers død stod F. L. Liebenberg for en samlet udgave der minutiøst gengav de oprindelige udgaver og kommenterede senere rettelser.

## Baggesen-fejden
Da den unge Oehlenschlägers første digtsamlinger udkom, fik han hurtigt især den yngre læseverden med sig. At omslaget fra forbenet klassicist til aktiv fortaler for Romantikken kunne ske forholdsvis hurtigt ser man f.eks. af den unge P.O. Brøndsteds breve. I december 1802 skriver Brøndsted efter at have læst den nysudkomne samling Digte 1803 til en ven: 
| Citat                                                                   | Jeg havde dog hidindtil troet om ham, at han havde Anlæg, skjønt raat og udannet, men nu troer jeg at han er dum og ovenikjøbet ikke rigtig forvaret i Hovedet. Ja Du gode Gud, at de danske Muser skulde see og blues for saadan en Samling rimede Fadaiser.[...] Det er pære skidt. | Citat |
| Breve fra P.O. Brøndsted, Memoirer og Breve bind XLVII, Gyldendal, 1926 | |       |

Allerede 18. maj 1805 er Brøndsted dog omvendt Oehlenschläger-tilhænger og skriver således efter en ven har rakket ned på Oehlenschläger: 
| Citat                                                                   | [...] at Du har misforstaaet mig; og selv er - som min fortrolige Ven tilgive Du mig min Aabenhjertighed - meget ubillig imod denne sjeldne unge Digter. Kan det være Dig til nogen Trøst, at jeg her strax tilstaaer: at ogsaa jeg skammelig har miskjendt ham, før jeg tilgavns lærte ham at kjende - eh bien donc! [...] | Citat |
| Breve fra P.O. Brøndsted, Memoirer og Breve bind XLVII, Gyldendal, 1926 | |       |

De unge læsere og glødende tilhængere af Oehlenschlägers lyrik blev nu af den ældre generation anset for unge lømler, ja en slags ungdomsoprørere. Skarpest kom dette til udtryk da Jens Baggesen ville give den nye digter sin velsignelse i rimbrevet fra 1806 Noureddin til Aladdin, hvori han overrækker lyren til Oehlenschläger, fra den ene store digter til den anden, ligesom Johan Herman Wessel i sin tid havde gjort det til ham selv. Oehlenschläger ville ikke vide af den gamle garde og følte selv sit eget genius hævet over gamle rimmagere som Jens Baggesen. Her udbrød nu en litterær kamp, hvor skiftevis Oehlenschläger, Baggesen og deres tilhængere udgav rim og pjecer, der forfægtede hver deres stilling.
Rundt omkring på præstegårdene fattedes pennen til forsvar for Baggesen, der førhen dårligt var tålt. Nu var han i hvert fald bedre end den unge opkomling. Derimod var især de københavnske studenter anført af den jurastuderende Peder Hjort aktive som ivrige Oehlenschlägerstøtter, og det kom til regulære piftkrige i teatret, når der var opsætning af et Baggesenstykke, mens derimod et Oehlenschlägerstykke helst skulle bifaldes til succes.
Oehlenschläger, som ikke var særlig øvet i kunsten at skrive satiriske rim, var ikke nær så aktiv skrivende i denne fejde og overlod det meste af pamfletkrigen til sine støtter. Baggesen derimod brillerede i denne kunst og udgav endda i en kort årrække diverse tidsskrifter stort set grundlagt med det formål at angribe den gryende romanticisme og forsvare sine egne standpunkter. Alligevel måtte Baggesen se sig slået da samtidens smag efterhånden overalt i Europa var for romantikken, og Oehlenschläger blev snart en institution i dansk åndsliv.